# Любань (Поморське воєводство)
Любань (пол. Lubań, нім. Lubahn) — село в Польщі, у гміні Нова Карчма Косьцерського повіту Поморського воєводства.
Населення — 1053 особи (2011).

## Демографія
Демографічна структура станом на 31 березня 2011 року:
|          | Загалом | Допрацездатний вік | Працездатний вік | Постпрацездатний вік |
| -------- | ------- | ------------------ | ---------------- | -------------------- |
| Чоловіки | 528     | 153                | 333              | 42                   |
| Жінки    | 525     | 124                | 321              | 80                   |
| Разом    | 1053    | 277                | 654              | 122                  |